# Màgia simpàtica
La màgia simpàtica és una teoria o hipòtesi de la significació de l'art parietal. És la creença en l'obtenció d'un resultat favorable mitjançant la pintura rupestre i alguna màgia o esperit.
Així, quan una persona pintava un animal ferit, la "màgia simpàtica" feria l'animal real i la caça es feia més fàcil. També es pintava les dones amb malucs amples i pits grans (símbol de maternitat) per la creença que aquestes es farien més fèrtils.

## La societat durant el Paleolític
Durant el Paleolític la societat es componia de caçadors d'una economia de subsistència. Per tant, l'obtenció d'aliments era summament important.
Les pintures rupestres es troben en llocs de difícil accés i molt amagades. Es pot excloure la possibilitat que tales pintures hagin tingut una fi decorativa sinó que tenien una finalitat màgica atès que, sempre segons aquesta teoria, aquelles constitueixen d'escenes de caça. És a dir, en realitat l'animal sofria per efecte de la màgia simpàtica la mateixa ferida que l'animal pintat. Posseir l'animal pintat suposaria posseir l'animal real.
De la mateixa manera, la representació de la figura femenina expressa un desig de fertilitat i de protecció cap a la mare.

## Significació de l'art parietal
L'art parietal (manifestacions realitzades sobre parets, sostres i sòls cavernosos) tenia alguna relació amb l'espiritualitat i era realitzat en coves amb la fi de santuari. S'ha proposat, a més de la màgia simpàtica, que les representacions artístiques corresponen a creences totèmiques i ritus de fertilitat. Els animals van ser els més utilitzats però també apareixen signes i formes humanes. Probablement les representacions no signifiquin totes l'obtenció d'aliment, sinó altres necessitats. Els animals més representats són l'antecedent del cavall, seguit pel bisó, el uro, la cabra pirinenca i el ren. Entre els símbols utilitzats es troba la puntuació en sèrie, les línies curtes verticals, rectangles i vulves (ovals oberts amb una línia central) i es creu que els símbols utilitzats tenen una funció màgica. Les figures humanes es representen nues.